# Liste der Monuments historiques in Contes (Alpes-Maritimes)
Die Liste der Monuments historiques in Contes (Alpes-Maritimes) führt die Monuments historiques in der französischen Gemeinde Contes auf.

## Liste der Bauwerke
| Bezeichnung                | Beschreibung                                      | Standort                  | Kennzeichnung | Schutzstatus   | Datum     | Bild           |
| -------------------------- | ------------------------------------------------- | ------------------------- | ------------- | -------------- | --------- | -------------- |
| Brunnen                    | 1587                                              | Place de l’Église (Lage)  | PA00080713    | Classé         | 1906      | weitere Bilder |
| Schmiede                   | Erbaut in der ersten Hälfte des 19. Jahrhunderts  | Chemin du Martinet (Lage) | PA00080714    | Classé Inscrit | 1979 1992 |                |
| Kirche Ste-Marie-Madeleine | Erbaut in der zweiten Hälfte des 16. Jahrhunderts | Place de l’Église (Lage)  | PA00080712    | Inscrit        | 1943      | weitere Bilder |

## Liste der Objekte

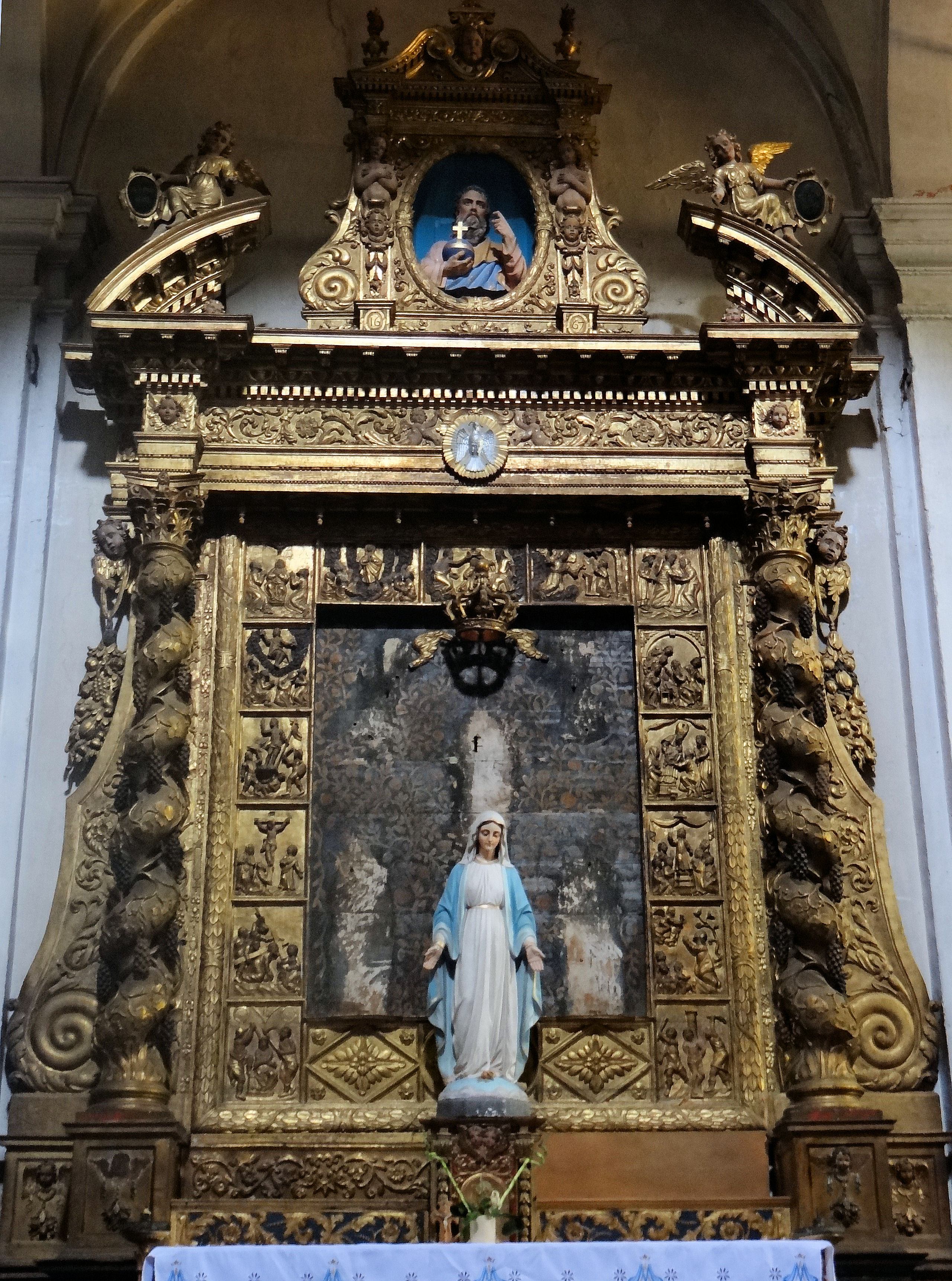
Retabel aus dem Jahr 1667 in der Kirche Ste-Marie-Madeleine

- Monuments historiques (Objekte) in Contes (Alpes-Maritimes) in der Base Palissy des französischen Kultusministeriums